# Marco Polo Del Nero
Marco Polo Del Nero (São Paulo, 22 de fevereiro de 1941) é um advogado e dirigente esportivo brasileiro. Foi presidente da Confederação Brasileira de Futebol (CBF) e também membro do Comitê Executivo da Confederação Sul-Americana de Futebol (CONMEBOL). Até novembro de 2015, foi membro do Comitê Executivo da FIFA, cargo ao qual renunciou, indicando como seu substituto, Fernando Sarney.

## Biografia
Filho do ex-jogador de futebol Del Nero, formou-se em Direito pela Universidade Presbiteriana Mackenzie, onde se especializou em direito penal.
Começou sua carreira de cartola no Palmeiras, como diretor da comissão de sindicância do clube. Depois, passou por cargos como diretor jurídico e diretor de futebol, até tornar-se membro vitalício do conselho.
Na década de 1980, conseguiu um lugar no Tribunal de Justiça Desportiva, que abriu portas para ser vice-presidente da Federação Paulista de Futebol (FPF) na gestão de Eduardo José Farah.
Assumiu a presidência da FPF em 2003, sendo reeleito em 2006, 2010 e 2014.
Em 2009, foi suspenso por 90 dias pelo Superior Tribunal de Justiça Desportiva (STJD), por cinco votos a zero, devido ao constrangedor episódio protagonizado por ele na véspera da partida entre Goiás e São Paulo, na última rodada do Campeonato Brasileiro de 2008, mas foi absolvido pelo Pleno do STJD em novo julgamento.
Em 2012, foi indicado para substituir Ricardo Teixeira no Comitê Executivo da FIFA.
Em 16 de abril 2014, foi eleito para substituir José Maria Marin como presidente da Confederação Brasileira de Futebol (CBF) a partir de 12 de abril de 2015.

## Envolvimento com escândalo da FIFA
Em maio de 2015, Del Nero estava em Zurique, na Suíça, para a eleição presidencial da FIFA. No dia 27 de maio, o ex-presidente da CBF e seu antecessor, José Maria Marin, foi preso, acompanhado de outros seis executivos da FIFA, em investigação liderada pelo FBI. No dia seguinte, Del Nero deixou a Suíça juntamente com membros da sua delegação pessoal, com o então presidente da Federação Cearense de Futebol Mauro Carmélio ficando responsável pela representação do Brasil na eleição.
Desde que retornou ao Brasil, Del Nero não voltou a viajar para fora do país, pois pode ser preso, tal como foi seu antecessor, devido a suspeitas de corrupção.
Em 15 de dezembro de 2017, foi banido das atividades relacionadas ao futebol pelo Comitê de Ética da FIFA. Este banimento, que adquiriu caráter definitivo em 27 de abril de 2018, deve-se a violações aos artigos 21 (Suborno e corrupção), 20 (Oferecer e aceitar presentes e outros benefícios), 19 (Conflitos de interesse), 15 (lealdade) e 13 (Regras gerais de conduta) do Código de Ética da entidade.